# Guerra di liberazione svedese
La guerra di liberazione svedese (1521–23, in svedese: Befrielsekriget), fu una guerra civile nella quale il nobile svedese Gustavo Vasa fu in grado di deporre il re danese Cristiano II dal ruolo di reggente dell'Unione di Kalmar in Svezia. La guerra iniziò nel gennaio del 1521 quando Gustavo Vasa venne nominato "hövitsman" di Dalarna. Dopo che Gustavo Vasa ebbe saccheggiato la miniera di Kopparberg e la città di Västerås, altri uomini aderirono alla sua causa. Nel 1522 la città anseatica di Lubecca si alleò al fianco degli svedesi. Dopo la cattura di Stoccolma nel giugno del 1523, la Svezia venne effettivamente liberata ed il 6 giugno di quell'anno, Gustavo Vasa venne eletto re di Svezia nella città di Strängnäs. Dal settembre di quell'anno venne liberata anche la Finlandia svedese. Col successivo Trattato di Malmö firmato il 1º settembre 1524, la Svezia si staccò ufficialmente dall'Unione di Kalmar.

## Dalarna
Nel 1520, Gustavo Vasa viaggiò nella provincia svedese di Dalarna vestito da contatino per non destare sospetto tra le forze danesi. Nel dicembre di quell'anno, Gustavo giunse nella città di Mora, dove chiese aiuto ai contadini locali nella sua rivolta contro il re danese Cristiano II. I contadini si rifiutarono di aderire alla sua causa e pertanto Gustavo Vasa decise di spostarsi più a nord per cercare nuove reclute. Poco dopo una coppia di rifugiati giunse a Mora raccontando a tutti le brutalità di Cristiano II e dei suoi uomini. Fu a quel punto che la popolazione di Mora decise di recuperare i contatti con Gustavo Vasa e di aderire al suo progetto di rivolte.
Tornato a Mora la notte dell'ultimo dell'anno del 1521, Gustavo Vasa venne nominato "hövitsman" dai suoi inviati per tutte le parrocchie dell'area settentrionale della Dalarna.
Nel febbraio di quell'anno, Gustavo Vasa marciò all'esterno di Mora con 100 uomini e saccheggiò Kopparberg, raccogliendo il consenso anche dei contadini di Bergslagen e raggiungendo il numero di 1000 seguaci.

## Battaglia di Brunbäcks färja
Quando nuove rivolte in Svezia scoppiarono contro Cristiano II, il re danese inviò parte del proprio esercito nel Landknechten per schiacciare la ribellione. Nell'aprile del 1521, le forze danesi si confrontarono con gli uomini di Gustavo Vasa a Brunnbäck Ferry, ed i danesi persero. Questa vittoria aumentò di molto il morale degli svedesi.
Nella Dalecarlia, venne creata una zecca d'emergenza di modo da produrre monete di rame necessarie a finanziare la guerra.

## Västerås
L'esercito svedese procedette quindi a sud di Västerås, che venne conquistata e saccheggiata.
Alla fine di aprile del 1521 Gustavo Vasa controllava la Dalarna, la Gästrikland, la Närke e la Västmanland.

## Battaglie
- Battaglia di Falun (febbraio 1521)
- Battaglia di Brunnbäck Ferry (aprile 1521)
- Battaglia di Västerås (29 aprile 1521)
- Conquista di Uppsala (18 maggio 1521)
- Conquista di Kalmar (27 maggio 1523)
- Conquista di Stockholm (16–17 giugno 1523)